# Тукан синьогорлий
Тукан синьогорлий (Aulacorhynchus caeruleogularis) — вид дятлоподібних птахів родини туканових (Ramphastidae).

## Поширення
Вид поширений в Коста-Риці і Панамі, а також суміжних регіонах Колумбії. Мешкає у вологих гірських лісах. Його природний діапазон висот становить від 762 м до 2316 м над рівнем моря. Мешкає у тропічних вологих лісах.

## Спосіб життя
Харчується переважно фруктами та комахами, але також може харчуватися яйцями інших птахів. Гнізда облаштовує в старих дуплах дятлів. Гнізда можуть знаходитися на висоті до 20 м над землею. Самиця відкладає від 2 до 4 білих яєць. Інкубаційний період становить близько 15 днів.